# Ама-ги

Слово ама-ги (клинописн. 𒂼𒄄), записанное классической шумерской клинописью.

Ама-ги — шумерское слово (ama-gi4, клинописн. 𒂼𒄄, также ama-ar-gi4), обозначающее освобождение рабов. В буквальном переводе оно означает «возвращение к матери», поскольку бывшие рабы «вернулись к своим матерям» (то есть, освободились). Предположительно, это первое письменное выражение понятия свободы.
Клинописное написание ама-ги было принято в качестве символа несколькими либертарно-ориентированными группами. Журнал крупнейшей либертарной студенческой группы в Англии, Общества Хайека в Лондонской школе экономики, называется «Ама-ги» (англ. Ama-gi). Символ используется как логотип Политическим Институтом Свободы (исп. Instituto Politíco para la Libertad) в Перу, а другая версия логотипа является торговой маркой издательства Liberty Fund.